# Idioma romaní
El romaní (o romanés) es un conjunto de variedades lingüísticas propias del pueblo gitano. Pertenece a la familia indoeuropea, originaria de la zona noroeste de la India, enriquecida con préstamos lingüísticos de las lenguas que se hablaban en los países por los que los gitanos fueron atravesando. El romaní es cercano dentro del grupo indoario al idioma domarí de Oriente Medio.
Desde su formación hace unos mil años en el noroeste de India, hoy en día es hablada en Europa, oeste de Asia, norte de África[cita requerida] y América.

## Aspectos históricos, sociales y culturales

### Protección en Europa

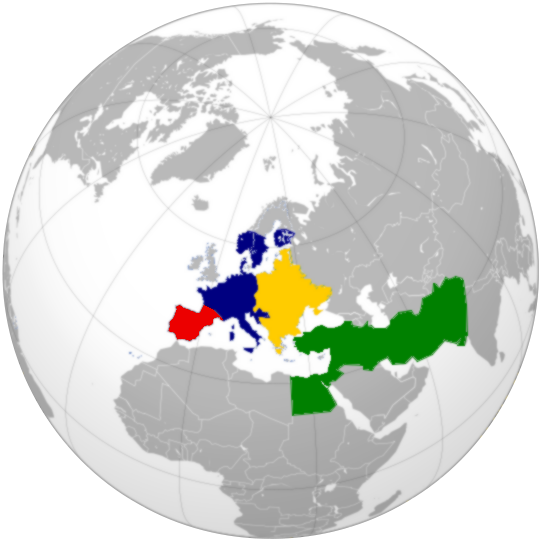
Diferentes grupos dialectales de romaní-domari en Eurasia occidental.
Calós
Sinti-Manouches
Kalderash
Doms

Las lenguas romaníes son lenguas minorizadas por las lenguas dominantes con las que conviven.
Varios Estados pertenecientes al Consejo de Europa (organismo que agrupa a todos los Estados de Europa excepto Bielorrusia por falta de garantías democráticas y Kosovo por ser reciente su independencia y no estar reconocido por todos) han firmado el tratado internacional Carta Europea de las Lenguas Minoritarias o Regionales comprometiéndose a proteger esta lengua. En este tratado cada Estado escoge los idiomas a proteger y en qué medida.
Los que incluyen la protección al romaní son Alemania, Austria, Eslovaquia, Eslovenia, Finlandia, Montenegro, Países Bajos, Rumania, Serbia y Suecia. Por el contrario, queda sin proteger la lengua en comunidades romaníes de Albania, Bosnia-Herzegovina, Bulgaria, Croacia, Chequia, España,
Estonia, Francia, Grecia, Hungría, Italia, Letonia, Lituania, Macedonia del Norte, Moldavia, Noruega, Polonia, Portugal, Reino Unido, Rusia, Suiza, Turquía y Ucrania.

### Origen
Los orígenes del romaní han sido bien identificados y situados a lo largo de numerosas investigaciones desde 1830. La lengua romaní se ubica dentro de los dialectos prácritos hablados entre el año 500 a. C. y 1000 d. C. en la India. Estos dialectos están claramente relacionados con el sánscrito clásico.
Geográficamente, el romaní se hablaba, en su origen, junto con lenguas indoarias centrooccidentales (que incluyen al Rayastaní) y centrales (que incluyen al hindi). La lengua que parece mostrar un parentesco más estrecho con el romaní es el domari. La ruta de migración desde India puede reconstruirse aproximadamente ya que se han demostrado contactos con el idioma cachemir y con el shina del noreste de Pakistán. Este dato apunta a que los gitanos pudieron haber emigrado al noroeste del centro de la India largo tiempo antes de comenzar su gran migración hacia Occidente. 
Las rutas seguidas se reflejan en la influencia léxica de otras lenguas. Resulta significativo que el léxico temprano no sufriera una influencia sustancial ni del árabe ni del turco, como sí la recibió del persa, del kurdo, del armenio (500 palabras) y del griego. A partir del estudio de los préstamos de otras lenguas se ha planteado la hipótesis según la cual la emigración de los rom o romá, desde la India, se produjo entre el año 1000 y el 1027. Procedentes del extremo noroccidental de la India, se dirigieron casi directamente al oeste de la costa meridional del mar Caspio; a continuación siguieron la costa occidental en dirección al sur del Cáucaso. La lengua de los lom o lomari de Armenia puede estar relacionada con el romaní. Los dom o domari de Siria y Oriente medio procederían de una migración diferente. Sin embargo, el domari parece ser la lengua indoaria central más cercana a las variedades de romaní.
Desde Armenia habían pasado directamente al oeste de la costa septentrional de la actual Turquía, para continuar a lo largo de la costa del mar Negro hacia los Dardanelos y, de allí, hacia los Balcanes europeos, a donde llegarían aproximadamente entre 1250 y 1300.

### Variedades europeas del romaní

Mapa de los diferentes dialectos del romaní en Europa.

Tras su llegada a Europa, la población original comenzó a fragmentarse casi inmediatamente. Un número importante se quedó en los Balcanes.
En Moldavia y Valaquia fueron convertidos en esclavos a mediados del siglo XIV, con el objetivo de usar sus conocimientos, sobre todo en el tratamiento de los metales, dentro de una economía maltrecha. La abolición de esta esclavitud no se produjo hasta la segunda mitad del siglo XIX.
En consecuencia, a lo largo de estos siglos el romaní evolucionó allí aislado, en estrecho contacto lingüístico con el rumano y, en menor medida, con el húngaro y el eslavo. De ahí que surgiera como un grupo dialectal diferente dentro de la lengua a la que hoy conocemos como vlaj (es decir, "valaco"). Pero no toda la población romá fue esclavizada; el proceso de emigración continuó hacia el norte en dirección a Europa, abriéndose en abanico y alcanzando prácticamente la totalidad del continente en el año 1500.
Las primeras muestras conocidas de la lengua datan de 1542, en Gran Bretaña, si bien el encargado de registrarlas, Andrew Boorde, pensó que se trataba de la lengua egipcia, por lo que las acompañó con una descripción de Egipto.
La lengua que hablan hoy los gitanos de Europa se conoce como romaní común. Presenta aún una relación léxica muy estrecha con el hindi y con otras lenguas indias noroccidentales, aunque su fonología central tiene influencias del dárdico (especialmente el phalura), del armenio y del griego; además, presentan interferencias con las lenguas europeas circundantes. En total, se han registrado unos 60 dialectos distintos.
En algunos países, especialmente en Gran Bretaña y España, el romaní ha sufrido una reestructuración: cuenta con un corpus de unidades léxicas en romaní, introducidas en el marco fonológico y gramatical de la lengua nacional, es decir, el inglés (anglo romaní) o el español (caló).
Las diferencias son suficientemente marcadas para que unos gitanos del este y del oeste no puedan entenderse entre sí. Una división esquematizada de las variedades europeas del romaní publicada en la revista Ethnologue sería la siguiente:

### Grupo europeo
La población que en 1986 la hablaba se calcula en 1 500 000, distribuidos por Albania, Alemania, Bosnia-Herzegovina, Bulgaria, Eslovaquia, Francia, Grecia, Hungría, Italia, Moldavia, Noruega, Países Bajos, Polonia, Portugal, Reino Unido, Rumanía, Rusia, Suecia, Ucrania.
Este grupo presenta varios dialectos:
- El albano norte.
- El albano sur.
- El búlgaro sedentario.
- El churari.
- El ghadar.
- El grekurja.
- El kalderash (muestra escrita).
- El lovari.
- El machvano.
- El occidental.
- El rumano sedentario.
- El serbo-bosnio.
- El ucraniano-moldavo.
- El zagundzi.

### Grupo balcánico
Utilizado por aproximadamente 1 000 000 en 1980, de Alemania, Bosnia-Herzegovina, Bulgaria, Croacia, Francia, Grecia, Hungría, Italia, Macedonia del Norte, Moldavia, Kosovo, Rumanía, Serbia, Turquía y Ucrania y de países de Hispanoamérica como Argentina, Chile, Colombia, México y Perú.
Sus dialectos son:
- El arlija.
- El dzambazi.
- El sepecides.
- El tinners romani.
- El xoraxané.

### Grupo central
No hay datos de la población que lo utiliza en Austria, Chequia, Eslovaquia, Hungría, Moravia, Polonia, Rumanía, Serbia y Ucrania.
Se divide en:
- El burgenland.
- El prekmurje.
- El vend.

### Grupo septentrional
Este a su vez se divide en varios subgrupos.

#### Subgrupo báltico
Utilizada por unos 100 000 en Bielorrusia, Estonia, Letonia, Lituania, Polonia, Rusia y Ucrania.
Repartido en varios dialectos:
- El romaní estonio.
- El romaní letón (letorromaní).
- El romaní polaco (baltorromaní).
- El romaní ruso blanco.
- El romaní ruso septentrional.

#### Subgrupo cárpato
Utilizado por más de 241 000 en Chequia, Eslovaquia, Hungría, Moravia, Polonia, Rumanía y Ucrania.
Con los siguientes dialectos:
- El romaní eslovaco del este.
- El romaní eslovaco del oeste.
- El romaní moravio.

#### Subgrupo kalo-finés
Utilizado por una población de 8000 en Finlandia y Suecia con el dialecto romaní kalo-finés.

#### Subgrupo sinte
En 1980 empleado por 200 000 en Alemania, Austria, Chequia, Croacia, Eslovenia, Francia, Hungría, Italia, Kazajistán, Países Bajos, Polonia, Serbia y Suiza.
Con:
- El abbruzzesi (muestra escrita).
- El romaní esloveno-croata,
- El romaní serbio.

#### Subgrupo welsh (galés)
Sin estimación de la población en Gales (Reino Unido), con el dialecto romaní welsh.

#### Subgrupo anglosajón
Se estima entre 170 000 y 270 000 en el Reino Unido, con el dialecto anglo-romaní.

#### Subgrupo ibérico/occidental
Una población estimada entre 65 000 y 170 000 en España,
Francia y Portugal.
Con:
- Idioma caló: gitanos originarios de España, Portugal y Francia (regiones de estos tres países que están dentro de la península ibérica). Gitanos de estas regiones que han emigrado a Brasil y otros lugares de América.
  - El caló brasileño.
  - El caló catalán.
  - El caló español.
  - El caló portugués.
  - El erromintxela.
  - El gati.

## Descripción lingüística

### Gramática
El sistema vocálico y consonántico de todos los dialectos romaníes se deriva claramente del sánscrito; algunos de los cambios corresponden a los habidos en las actuales lenguas índicas, otros representan un estado más arcaico (como la preservación del grupo inicial consonántico dr-, tr- y la media st(h), si(hj) y otros son más difíciles de explicar. Las vocales de un dialecto típico central europeo son i, e, a, o, u.
Las consonantes indoarias retroflejas han desaparecido del sistema consonántico, mientras que los sonidos fricativos y africados eslavos se han incorporado.
El sistema gramatical de la lengua romaní es análogo al de las lenguas actuales del norte de la India. El caso romaní directo representa el nominativo y acusativo del sánscrito, mientras que el oblicuo se deriva del genitivo.
Varias postposiciones se pueden añadir, como ocurre en hindi y en bengalí, para propósitos sintácticos.
Cada uno de los dialectos europeos está caracterizado por una fuerte influencia de las lenguas vecinas, sobre todo en el léxico, aunque también en fonología, morfología y sintaxis.
Por ejemplo, los dialectos cárpatos tienen préstamos del húngaro como maa ya gondolin 'pensar' (en húngaro már, gondol).
Los dialectos bálticos tiene préstamos de prefijos y han perdido el artículo definido.
Los dialectos valacos forman varios nombres plurales en -ura y sus variantes dialectales del rumano -uri.
Los dialectos balcánicos han reemplazado el futuro verbal por una nueva forma usando una variante reducida del verbo 'querer' puesta delante del principal verbo.
Los nombres son animados o inanimados, siendo los animados masculinos o femeninos.
Hay dos números y seis casos.
Los pronombres personales son:
- singular
  - me
  - tu
  - masculino ov
  - femenino oj
- plural
  - amen
  - tumen
  - on

El pronombre demostrativo es adava ('esto'), odova ('eso'), aunque varía mucho dialectalmente.

- Interrogativo
  - kon ('¿quién?'),
  - so ('¿qué?').

Los numerales del 1 al 10 en la variedad de los balcanes es la siguiente:
- 1: jekh
- 2: duj
- 3: trin
- 4: śtar
- 5: panʒ
- 6: śov
- 7: efta
- 8: oxto
- 9: enia
- 10: deś
- 20: biś
- 30: triànda
- 40: sarànda , śtarvardeś
- 50: penìnda , panʒvardeś
- 100: śel
- 1000: mìa , xìliada , bar (en el sur de Italia y localmente en Rusia)

Los verbos van marcados por persona y número, marcándose el género sólo en el participio.
Hay dos modos: indicativo e imperativo.
Se distinguen cuatro tiempos: presente, futuro, pasado imperfecto y pasado perfecto.
El sistema verbal tiene tres personas, dos números, cinco tiempos (presente, imperfecto, perfecto, pluscuamperfecto y futuro) y tres modos.
El orden de la frase es sujeto, verbo y predicado.

### Glosario etimológico
Lengua originaria del medio valle del Ganges, el romanés ha, como su pueblo, atravesado el Asia en los siglos XI y XII, de donde proceden sus raíces indias e iranias (persa, kurdo, oseta), pero también armenias, georgianas y griegas para fijarse a partir de 1300 en Europa oriental. Procedentes de este largo desplazamiento histórico de población, los Rroma son sin embargo hoy en día sedentarios al 80%. El romanés presenta también préstamos antiguos de origen eslavo, rumano, húngaro o germánico.
| Romaní                                                          | Traducción                 | Etimología |
| --------------------------------------------------------------- | -------------------------- | --- |
| akh (arcaíco) ǀ jakh                                            | ojo                        | sánscrito. akṣi (अक्षि), cf. hindi. āṅkh (आंख), proto-romaní. *oj-akh « el ojo »                                    |
| akhor                                                           | nuez                       | sánscrito. akṣōṭa (अक्षोट), cf. lomavren. aṅkhor                                                                   |
| angar                                                           | carbón                     | sánscrito. aṅgāra (अङ्गार)                                                                                         |
| anglo (kaalo de Finlandia / sinto) ǀ vangli (kålo de Gales)     | zarcillo, anzuelo          | sánscrito. aṅgulīya (अङ्गुलीय) « anillo »                                                                           |
| anguśt ǀ vanguśto                                               | dedo                       | sánscrito. aṅguṣṭha (अङ्गुष्ठ) « pulgar »                                                                           |
| anro                                                            | huevo                      | sánscrito. aṇḍa (अण्ड), cf. kalasha. ṓṇḍrak                                                                       |
| arro ǀ vardo (kålo de Gales)                                    | harina                     | sánscrito. *ārta (आर्त), aṭṭa (अट्ट) « comida »                                                                    |
| aster                                                           | mantilla de silla          | sánscrito. āstara (आस्तर) « manta »                                                                               |
| aver ǀ vaver                                                    | otro                       | sánscrito. apara (अपर)                                                                                           |
| bakro                                                           | carnero                    | sánscrito. barkara (बर्कर), cf. jaunsārī (dial. del pahāṛī del oeste). bākrō                                      |
| baj                                                             | manga                      | sánscrito. bāhu (बाहु) « brazo »                                                                                   |
| bal                                                             | pelo                       | sánscrito. vāla (वाल), cf. hindi. bāl (बाल)                                                                        |
| balo                                                            | cerdo                      | sánscrito. bāla- (बाल) « niño »                                                                                   |
| bango                                                           | torcido                    | sánscrito. vaṅka (वङ्क)                                                                                           |
| bar                                                             | huerta                     | sánscrito. vāṭa (वाट), cf. hindi. bāṛ (बाड़)                                                                        |
| baro                                                            | grande                     | sánscrito. vaḍra (वड्र), cf. ḍoḍī (dial. kashmiri). baṛō                                                          |
| barvalo                                                         | rico                       | sánscrito. balavat (बलवत्) « potente »                                                                            |
| baśel                                                           | sonar, hacer ruido         | sánscrito. vāśyatē (वाश्यते)                                                                                        |
| beng                                                            | demonio                    | sánscrito. vyaṅga (व्यङ्ग) « rana », cf. oṛiyā. beṅga (cf. en la mitología persa la rana personificaba el demonio) |
| berś                                                            | año                        | sánscrito. varṣa (वर्ष)                                                                                           |
| beruli                                                          | abeja                      | sánscrito. varōla (वरोल) « avispa »                                                                               |
| bianel                                                          | parir, dar a luz           | sánscrito. vijan- (विजन्)                                                                                          |
| biav                                                            | boda                       | sánscrito. vivāha (विवाह)                                                                                          |
| bićhavel                                                        | enviar, mandar             | sánscrito. vikṣipati (विक्षिपति) « dispersar, extender »                                                             |
| bikinel                                                         | vender                     | sánscrito. vikrīṇāti (विक्रीणाति), cf. prácrito. vikkiṇaï                                                             |
| bilano (kålo de Gales)                                          | barrena                    | sánscrito. vēdhanī (वेधनी)                                                                                         |
| bilavel                                                         | fundir, derretir           | sánscrito. vilīyatē (विलीयते)                                                                                       |
| bistrel ǀ biserel (kålo de Gales)                               | olvidar                    | sánscrito. vismarati (विस्मरति), cf. bhojpurī. bisral                                                               |
| biś                                                             | veinte                     | sánscrito. vinśati (विंशति), cf. hindi. bīs (बीस)                                                                    |
| bivan ǀ vivan                                                   | crudo, verde, no maduro    | sánscrito. vimlāna (विम्लान) « fresco »                                                                             |
| bokh                                                            | hambre                     | sánscrito. bubhukṣā (बुभुक्षा), cf. kocī (dial. del pahāṛī del oeste). bhōkh                                         |
| bori                                                            | nuera                      | sánscrito. vadhuṭī (वधुटी), cf. bhalesī (dial. del pahāṛī del oeste). bohɔṛi                                       |
| brivel ǀ buravel (kålo de Gales)                                | peinar, cardar             | sánscrito. vivr̥ṇutē (विवृणुते)                                                                                       |
| buxlo                                                           | ancho                      | sánscrito. bahula (बहुल)                                                                                          |
| buko                                                            | hígado                     | sánscrito. vr̥kkā (वृक्का) « corazón », cf. lahndā. bukkī « riñón »                                                  |
| but                                                             | mucho                      | sánscrito. bahutā (बहुता) « abundancia, multitud »                                                                 |
| buti                                                            | trabajo                    | sánscrito. vr̥tti (वृत्ति), cf. prácrito. vutti- « sustento »                                                        |
| ćaćo ǀ taćo (kålo de Gales)                                     | verdadero                  | sánscrito. tathya (तथ्य), cf. pali. taccha                                                                        |
| ćamikani (kålo de Gales)                                        | tortita                    | romaní de Grecia. ćam « pan » ˂ sánscrito. cāmya (चाम्य) « comida » + -ikani                                       |
| ćang                                                            | rodilla                    | sánscrito. jaṅghā (जङ्घा) « pierna (del tobillo a la rodilla) »                                                    |
| ćar                                                             | hierba                     | prácrito. cāri- (चीत्कार), cf. hindi. cārā (चारा) « forraje »                                                         |
| ćaro                                                            | plato                      | hindi. cāṭī (चाटी) « olla de barro pequeña »                                                                       |
| ćiken                                                           | grasa, manteca             | sánscrito. cikkaṇa (चिक्कण) « untuoso », cf. prácrito. cikkaṇa « grasoso »                                         |
| ćikh                                                            | estornudo                  | sánscrito. chikkā (छिक्का)                                                                                          |
| ćingar                                                          | riña                       | sánscrito. cītkāra (चीत्कार) « gritos »                                                                             |
| ćiriklo                                                         | pájaro                     | sánscrito. caṭakā (चटका) « gorrión », cf. hindi. ciṛiyā (चिड़िया)                                                     |
| ćor                                                             | ladrón                     | sánscrito. cōra (चोर)                                                                                             |
| ćući                                                            | teta                       | sánscrito. cuci (चुचि)                                                                                             |
| ćum                                                             | beso                       | sánscrito. cumba (चुम्ब)                                                                                           |
| ćham                                                            | mejilla                    | sánscrito. jambha (जम्भ) « mandíbulas »                                                                           |
| ćhar                                                            | ceniza                     | sánscrito. kṣāra (क्षार), cf. awadhī (antiguo). chāra                                                              |
| ćhàdel                                                          | vomitar                    | sánscrito. chardayatē (छर्दयते)                                                                                    |
| ćhavo                                                           | niño gitano                | sánscrito. śāva (शाव) « cría de animal », prácrito. chāva-                                                        |
| ćhib                                                            | lengua                     | sánscrito. jihvā (जिह्वा), prácrito. jībbha                                                                         |
| ćhinel                                                          | cortar                     | sánscrito. chinatti (छिनत्ति)                                                                                       |
| ćhivel                                                          | poner, colocar             | sánscrito. kṣipati (क्षिपति)                                                                                        |
| ćhon                                                            | luna                       | sánscrito. jyōtsnā (ज्योत्स्ना) « luz de la luna », prácrito. joṇhā-                                                  |
| ćhućho                                                          | vacío                      | sánscrito. tuccha (तुच्छ), cf. prácrito. chuccha                                                                   |
| ćhungar                                                         | escupitajo                 | sánscrito. thūtkāra (थूत्कार) « sonido producido al escupir »                                                       |
| ćhuri                                                           | cuchillo                   | sánscrito. kṣurī (क्षुरी), cf. hindi. churī (छुरी)                                                                    |
| dad                                                             | padre                      | sánscrito. tāta (तात)                                                                                             |
| dand                                                            | diente                     | sánscrito. danta (दन्त)                                                                                           |
| daral                                                           | temer                      | sánscrito. darati (दरति)                                                                                          |
| deś                                                             | diez                       | sánscrito. daśa (दश)                                                                                             |
| devel                                                           | dios                       | sánscrito. dēvatā (देवता) « divinidad »                                                                            |
| dikhel                                                          | ver, mirar                 | prácrito. dakkhaï, cf. hindi. dēkhnā (देखना) √ dr̥ś-                                                                |
| drab                                                            | medicina                   | sánscrito. dravya (द्रव्य)                                                                                         |
| drakh                                                           | uva                        | sánscrito. drākṣā (द्राक्षा), cf. domari (dial. palestino). idrắk                                                    |
| dud                                                             | luz                        | sánscrito. dyōta (द्योत)                                                                                           |
| duj                                                             | dos                        | sánscrito. dvē (द्वे), cf. hindi. dō (दो)                                                                           |
| dukh                                                            | dolor                      | sánscrito. duḥkha (दुःख)                                                                                           |
| dur                                                             | lejos                      | sánscrito. dūra (दूर)                                                                                             |
| gad                                                             | camisa                     | sánscrito. gātra « cuerpo » (गात्र), prácrito. gatta                                                               |
| garavel                                                         | esconder                   | sánscrito. gaḍayati (गडयति), cf. maithilī. gāṛab «enterrar»                                                       |
| gav                                                             | aldea, pueblo              | sánscrito. grāma- (ग्राम), cf. mārwāṛī. gã̄v                                                                        |
| gaʒo                                                            | gachó, -é, -í              | sánscrito. gārhya (गार्ह्य) «doméstico»                                                                             |
| gili                                                            | canción                    | sánscrito. gīta (गीत)                                                                                             |
| giv                                                             | trigo                      | sánscrito. gōdhuma (गोधुम), cf. paṅgwāḷī (dial. del pahāṛī del oeste). giū̃h                                        |
| godǐ                                                            | cerebro, sesos             | sánscrito. gōda (गोद)                                                                                             |
| gono                                                            | saco                       | sánscrito. gōṇī (गोणी)                                                                                             |
| gośni                                                           | estiércol                  | sánscrito. gōviṣ (गोविष्) « estiércol de vaca » + -ni                                                               |
| gudlo                                                           | azúcar, dulce              | sánscrito. guḍa (गुड)                                                                                             |
| guruv                                                           | buey                       | sánscrito. gōrūpa (गोरूप), cf. prácrito. gōrūva-                                                                   |
| xal                                                             | comer                      | sánscrito. khādati (खादति), cf. tirāhī. khā-                                                                       |
| xalavel                                                         | enjuagar                   | sánscrito. kṣālayati (क्षालयति) « lavar » ; prácrito. khālia « lavado »                                             |
| xandel                                                          | cavar                      | sánscrito. khanati (खनति), prácrito. khaṇaï                                                                       |
| xanro                                                           | espada                     | prácrito. khaṁḍa, cf. nepāli. khã̄ṛo                                                                              |
| ilo                                                             | corazón                    | sánscrito. hr̥dayam (हृदयम्), cf. niṅgalāmī. idə́                                                                    |
| iv                                                              | nieve                      | sánscrito. hima (हिम)                                                                                             |
| jag                                                             | fuego                      | sánscrito. agni (अग्नि), cf. hindi. āg (आग), proto-romaní. *oj-ag « el fuego »                                     |
| jar                                                             | lezna                      | sánscrito. ārā (आरा), proto-romaní. *oj-ar « la lezna »                                                           |
| jekh                                                            | uno                        | sánscrito. ēkam (एकम्), cf. hindi. ēk (एक)                                                                        |
| jinderdi (laiuse de Estonia)                                    | arco iris                  | sánscrito. indradhanu (इन्द्रधनु)                                                                                   |
| kalo                                                            | negro                      | sánscrito. kāla (काल), cf. bengali. kālō (কালো)                                                                     |
| kan                                                             | oreja                      | sánscrito. karṇa (कर्ण), cf. hindi. kān (कान)                                                                      |
| kangli                                                          | peine                      | sánscrito. kaṅkata (कङ्कत), cf. hindi. kaṅghī (कंघी)                                                                |
| kanro                                                           | espina                     | sánscrito. kaṇṭaka (कण्टक), cf. phalūṛa. kã̄ṛo                                                                     |
| kaśt                                                            | leña                       | sánscrito. kāṣṭha (काष्ठ)                                                                                          |
| kerel                                                           | hacer                      | sánscrito. karōti (करोति)                                                                                          |
| kerko                                                           | amargo                     | sánscrito. kaṭuka (कटुक)                                                                                          |
| kilo                                                            | estaca                     | sánscrito. kīla (कील)                                                                                             |
| kinel                                                           | comprar                    | sánscrito. krīṇāti (क्रीणाति), prácrito. kīṇaï                                                                       |
| kiral                                                           | queso                      | sánscrito. kilāṭa (किलाट) « leche cuajada », cf. waigalī. kilāˊ « queso » (metat. < *kilar)                        |
| kiri                                                            | hormiga                    | sánscrito. kīṭa (कीट) « insecto », cf. brajbhāṣā. kīṛī « hormiga »                                                |
| kiślo                                                           | flaco                      | sánscrito. kr̥śita (कृशित)                                                                                          |
| kiśtel                                                          | cabalgar, montar           | sánscrito. utkr̥ṣ- (उत्कृष्)                                                                                         |
| kolin ǀ kol (kålo de Gales)                                     | pecho                      | sánscrito. krōḍā (क्रोडा), prácrito. kōla                                                                           |
| koro                                                            | pulsera                    | sánscrito. kaṭaka (कटक), cf. kumaunī. kāṛo                                                                       |
| kovlo                                                           | blando                     | sánscrito. kōmala (कोमल), cf. marāṭhī. kõvḷā                                                                      |
| kuni ǀ kuj                                                      | codo                       | sánscrito. kōṇa (कोण) « esquina, ángulo »                                                                         |
| kurrel                                                          | golpear                    | sánscrito. kuṭṭ- (कुट्ट्)                                                                                           |
| khabni                                                          | preñada                    | sánscrito. garbhin (गर्भिन्), cf. gujarati. gābhṇī (ગાભણી)                                                            |
| khak                                                            | sobaco                     | sánscrito. kakṣa (कक्ष), cf. hindi. kāṅkh (कांख)                                                                    |
| kham                                                            | sol                        | sánscrito. gharma (घर्म) « calor », cf. hindi. ghām (घाम)                                                          |
| khand                                                           | hedor                      | sánscrito. gandha (गन्ध) « olor »                                                                                 |
| khas                                                            | heno                       | sánscrito. ghāsa (घास) « pasto »                                                                                  |
| khasal ǀ xasal                                                  | toser                      | sánscrito. kāsatē (कासते), prácrito. khāsaï                                                                        |
| khelel                                                          | bailar, jugar              | sánscrito. khēlāyati (खेलायति) « jugar », cf. hindi. khēlnā (खेलना)                                                   |
| kher                                                            | casa                       | sánscrito. gṛha (गृह), prácrito. ghara-                                                                           |
| khetane                                                         | juntos                     | sánscrito. ēkasthānē (एकस्थाने)                                                                                     |
| khil                                                            | manteca                    | sánscrito. ghr̥ta (घृत), cf. palesī (dial. del shina). ghī                                                         |
| khoro                                                           | cántaro                    | sánscrito. ghaṭa (घट), cf. hindi. ghaṛā (घड़ा)                                                                     |
| khosel                                                          | limpiar                    | sánscrito. gharṣati (घर्षति), cf. prácrito. ghāsaï                                                                 |
| khur                                                            | pezuña                     | sánscrito. khura (खुर)                                                                                            |
| khuro                                                           | potro                      | sánscrito. ghōṭa (घोट) « caballo », cf. hindi. ghōṛā (घोड़ा)                                                         |
| khuvel                                                          | trenzar                    | sánscrito. guphati (गुफति) « ensartar »                                                                            |
| ladavel                                                         | cargar                     | sánscrito. lardayati (लर्दयति)                                                                                     |
| laloro                                                          | mudo                       | sánscrito. lallara (लल्लर) « tartamudo »                                                                          |
| lango                                                           | cojo                       | sánscrito. laṅga (लङ्ग)                                                                                           |
| lav                                                             | palabra                    | sánscrito. lāpa (लाप) « oratoria, conversación »                                                                  |
| laʒ                                                             | vergüenza                  | sánscrito. lajjā (लज्जा), cf. hindi. lāj (लाज)                                                                      |
| len                                                             | río                        | sánscrito. nadī (नदी), cf. dameli. nalī ; savi. nēelī (metat. < *nel)                                             |
| likh                                                            | liendre                    | sánscrito. likṣā (लिक्षा), cf. hindi. līkh (लीख)                                                                     |
| lil                                                             | carta, documento           | sánscrito. likhita (लिखित), prácrito. lihia                                                                        |
| lim                                                             | moco                       | sánscrito. ślēṣman (श्लेष्मन्), cf. prácrito. silimha ; ḍumāki. līma                                                 |
| lìndra                                                          | sueño                      | sánscrito. nidrā (निद्रा)                                                                                           |
| lokho                                                           | ligero                     | sánscrito. laghu (लघु)                                                                                            |
| lolo                                                            | rojo                       | sánscrito. lōhita (लोहित)                                                                                          |
| lon                                                             | sal                        | sánscrito. lavaṇa (लवण), prácrito. loṇa                                                                          |
| lovo                                                            | moneda                     | sánscrito. lōha (लोह) « metal », cf. bhadrawāhī (dial. del pahāṛī del oeste). lɔ̃u                                 |
| lubni                                                           | prostituta                 | sánscrito. lōbha (लोभ) « deseo, codicia » + -ni                                                                   |
| luno                                                            | hoz                        | sánscrito. lavana (लवन), lūna (लून) « recortado »                                                                 |
| maćho                                                           | pez                        | sánscrito. matsya (मत्स्य), prácrito. maccha-                                                                      |
| makhel                                                          | ungir, manchar, pintar     | sánscrito. mrakṣati (म्रक्षति), prácrito. makkhēi                                                                   |
| mal                                                             | campo                      | sánscrito. māla (माल)                                                                                             |
| mangel                                                          | pedir                      | sánscrito. mārgati (मार्गति), cf. hindi. māṅgnā (मांगना)                                                               |
| manro                                                           | pan                        | sánscrito. maṇḍa- (मण्ड), cf. sindhi. mānī (مَانِي)                                                                 |
| manuś                                                           | hombre                     | sánscrito. manuṣya (मनुष्य)                                                                                        |
| marel                                                           | golpear, matar             | sánscrito. mārayati (मारयति) « matar »                                                                             |
| marồkka ǀ márroka (scandoromani)                                | rana                       | sánscrito. maṇḍūka (मण्डूक)                                                                                        |
| mas                                                             | carne                      | sánscrito. māṃsa- (मांस)                                                                                           |
| mato                                                            | borracho                   | sánscrito. matta (मत्त)                                                                                           |
| miśto                                                           | bien                       | sánscrito. miṣṭa (मिष्ट) « delicado, fino »                                                                        |
| mel                                                             | mugre                      | sánscrito. mala (मल)                                                                                             |
| men                                                             | cuello                     | sánscrito. manyā (मन्या) « nuca »                                                                                  |
| mol                                                             | valer                      | sánscrito. mūlya (मूल्य) « valor »                                                                                 |
| muj                                                             | boca, cara                 | sánscrito. mukha (मुख), cf. rāmbanī (dial. kashmiri). mūī˜                                                        |
| mukhel ǀ mekhel                                                 | dejar                      | sánscrito. mōkṣa (मोक्ष) « liberación »                                                                            |
| mulo                                                            | muerto                     | sánscrito. mr̥ta (मृत), cf. pašaī. muṛī ; ṣiṇā. mū̃ṷ                                                                |
| mutrel                                                          | orinar                     | sánscrito. mūtra (मूत्र) « orina »                                                                                 |
| naj                                                             | uña                        | sánscrito. nakha (नख), prácrito. ṇaha                                                                            |
| nakhel                                                          | pasar                      | sánscrito. nakṣati (नक्षति) « alcanzar, llegar a »                                                                 |
| nango                                                           | desnudo                    | sánscrito. nagna (नग्न), prácrito. ṇagga                                                                          |
| naśel                                                           | huir                       | sánscrito. naśyati (नश्यति)                                                                                        |
| nilaj                                                           | verano                     | sánscrito. nidāgha (निदाघ), cf. rumbūr (dial. kalasha). nelá                                                       |
| pani                                                            | agua                       | sánscrito. pānīya (पानीय), cf. panjabi. pāṇī (ਪਾਣੀ)                                                                  |
| panʒ                                                            | cinco                      | sánscrito. pañca (पञ्च), cf. hindi. pan̄j (पंज)                                                                     |
| parno                                                           | blanco                     | sánscrito. pāṇḍu (पाण्डु) (metat. < *panro)                                                                         |
| pasterni ǀ påšteno (kålo de Gales)                              | alfombra                   | sánscrito. paristīrṇa (परिस्तीर्ण) « capa, tapa »                                                                    |
| paśe                                                            | cerca                      | sánscrito. pārśva (पार्श्व)                                                                                         |
| paśvaro                                                         | costilla                   | sánscrito. pārśvaka (पार्श्वक)                                                                                      |
| patrin                                                          | hoja                       | sánscrito. pattra (पत्त्र)                                                                                         |
| peko ǀ pako (sinto)                                             | cocido, maduro             | sánscrito. pakka (पक्क)                                                                                           |
| pelo                                                            | testículo                  | sánscrito. pēlaka (पेलक)                                                                                          |
| pinʒarel                                                        | conocer                    | sánscrito. parijānāti (परिजानाति) (metat. < *pirʒanel)                                                               |
| pinro                                                           | pie                        | sánscrito. piṇḍa (पिण्ड) « pantorrilla »                                                                           |
| piri                                                            | olla                       | sánscrito. piṭhara (पिठर)                                                                                         |
| piśel                                                           | moler                      | sánscrito. piṣ- (पिष्), cf. hindi. pīsnā (पीसना)                                                                     |
| prasal                                                          | burlarse                   | sánscrito. prahasati (प्रहसति)                                                                                     |
| purano                                                          | anciano                    | sánscrito. purāṇa (पुराण)                                                                                          |
| pućhel                                                          | preguntar                  | sánscrito. pṛcchati (पृच्छति), cf. bengali. puchā (পুছা)                                                              |
| phabaj                                                          | manzana                    | sánscrito. bhavya (भव्य) « fruta »                                                                                |
| phak                                                            | ala                        | sánscrito. pakṣa (पक्ष), cf. hindi. paṅkh (पंख)                                                                    |
| phal                                                            | tabla                      | sánscrito. phalaka (फलक)                                                                                         |
| pharo                                                           | pesado                     | sánscrito. bhāra (भार)                                                                                            |
| phen                                                            | hermana                    | sánscrito. bhaginī (भगिनी), curāhī (dial. del pahāṛī del oeste). bhēṇ                                              |
| phenel                                                          | decir                      | sánscrito. bhaṇati (भणति)                                                                                         |
| phivlo                                                          | viudo                      | sánscrito. vidhavā (विधवा)                                                                                         |
| phral                                                           | hermano                    | sánscrito. bhrātra (भ्रात्र)                                                                                        |
| phuro                                                           | viejo                      | sánscrito. vr̥ddha (वृद्ध), cf. hindi. būṛhā (बूढ़ा)                                                                   |
| phus                                                            | paja                       | sánscrito. busam (बुसम्), cf. hindi. bhūsā (भूसा)                                                                    |
| phuv                                                            | tierra                     | sánscrito. bhūmi (भूमि), cf. hindi. bhū (भू)                                                                        |
| radel                                                           | decampar, marcharse        | sánscrito. rahati (रहति) « dejar, abandonar » + d-                                                                |
| raj                                                             | señor, caballero           | sánscrito. rājan (राजन्) « príncipe, jefe, rey » , cf. prácrito. rāyā                                              |
| rakhel                                                          | guardar                    | sánscrito. rakṣati (रक्षति), cf. prácrito. rakkhaï                                                                 |
| raklo ǀ lakro (ibero-romaní)                                    | chico no gitano            | sánscrito. lāḍika (लाडिक), cf. hindi. laṛkā (लड़का) « muchacho »                                                     |
| rani                                                            | señora                     | sánscrito. rānī (रानी) « reina »                                                                                   |
| raśaj                                                           | sacerdote                  | sánscrito. ārṣēya (आर्षेय) « venerable, respetable » ˂ r̥ṣi (ऋषि) « sabio, cantor de los himnos sagrados »           |
| rat                                                             | sangre                     | sánscrito. rakta (रक्त), prácrito. ratta-                                                                         |
| rat ǀ ratǐ                                                      | noche                      | sánscrito. rātri (रात्रि), prácrito. ratti-                                                                         |
| rićh                                                            | oso                        | sánscrito. r̥kṣa (ऋक्ष), cf. hindi. rīch (रिछ)                                                                      |
| rukh                                                            | árbol                      | sánscrito. rukṣa (रुक्ष), prácrito. rukkha-                                                                        |
| rup                                                             | plata                      | sánscrito. rūpya (रूप्य)                                                                                           |
| ruś                                                             | enojo                      | sánscrito. rōṣa (रोष)                                                                                             |
| rroj                                                            | cuchara                    | sánscrito. darvī (दर्वी), cf. hindi. ḍō'ī (डोई) « cucharón »                                                        |
| sap                                                             | serpiente                  | sánscrito. sarpa (सर्प), cf. prácrito. sappa                                                                      |
| saro                                                            | todo                       | sánscrito. sarvē (सर्वे), cf. hindi. sārā (सारा)                                                                     |
| saster ǀ śaster (sinto)                                         | hierro                     | sánscrito. śastra (शस्त्र)                                                                                         |
| sasto ǀ śasto (kålo de Gales / sinto)                           | sano                       | sánscrito. svastha (स्वस्थ)                                                                                        |
| sigo                                                            | rápidamente                | sánscrito. śīghráḥ (शीघ्रः)                                                                                         |
| sikhavel                                                        | enseñar                    | sánscrito. śikṣayati (शिक्षयति), cf. prácrito. sikkhā̆vēi                                                            |
| sivel                                                           | coser                      | sánscrito. sīvyati (सीव्यति)                                                                                        |
| sovel                                                           | dormir                     | sánscrito. svapati (स्वपति), cf. awadhī antiguo. sovaï                                                             |
| sovel ǀ sovli                                                   | juramento                  | sánscrito. śapathā (शपथा), cf. prácrito. savaha                                                                   |
| suvnakaj (norte) ǀ sumnakaj                                     | oro                        | sánscrito. suvarṇaka (सुवर्णक)                                                                                     |
| sungal ǀ śungel (kålo de Gales / sinto)                         | oler                       | sánscrito. *śr̥ṅghati (श्ड़्ङ्घति), cf. hindi. sūṅghnā (सूंघना)                                                           |
| suno                                                            | ensueño                    | sánscrito. svapna (स्वप्न), cf. prácrito. suviṇa                                                                   |
| suvli                                                           | cesta                      | sánscrito. śūrpa (शूर्प) « canasto » ; prácrito. suppa                                                             |
| śax                                                             | col                        | sánscrito. śāka (शाक) « legumbre, hortaliza »                                                                     |
| śel                                                             | cien                       | sánscrito. śata (शत), cf. maiyã̄ (dárd.). šal                                                                     |
| śeli                                                            | salvado, grano             | sánscrito. śāli (शालि) « granos de arroz »                                                                         |
| śero                                                            | cabeza                     | sánscrito. śiras (शिरस्)                                                                                           |
| śil                                                             | frío                       | sánscrito. śīta (शीत)                                                                                             |
| śing                                                            | cuerno                     | sánscrito. śr̥ṅga (शृङ्ग), cf. hindi. sīṅg (सींग)                                                                     |
| śośoj                                                           | conejo                     | sánscrito. śaśa (शश)                                                                                             |
| śov                                                             | seis                       | sánscrito. ṣaṣ (षष्)                                                                                              |
| śtar                                                            | cuatro                     | sánscrito. catvāraḥ (चत्वारः), cf. hindi. cār (चार)                                                                  |
| śuko                                                            | seco                       | sánscrito. śuṣka (शुष्क)                                                                                           |
| śunel                                                           | oír, escuchar              | sánscrito. śr̥ṇōti (शृणोति), cf. prácrito. suṇaï                                                                     |
| śut                                                             | vinagre                    | sánscrito. śukta (शुक्त) « agrio »                                                                                 |
| taxel (kålo de Gales)                                           | pintar                     | sánscrito. takṣati (तक्षति), prácrito. takkhaï « fabricar, formar »                                                |
| taloj                                                           | paladar                    | sánscrito. tālu (तालु)                                                                                             |
| tato                                                            | caliente                   | sánscrito. tapta (तप्त), prácrito. tatta-                                                                         |
| tavel                                                           | cocinar                    | sánscrito. tāpayati (तापयति) « consumir por el calor »                                                             |
| terno ǀ tarno (sinto)                                           | joven                      | sánscrito. taruṇa (तरुण)                                                                                          |
| traś                                                            | miedo                      | sánscrito. trāsa (त्रास)                                                                                           |
| trin                                                            | tres                       | sánscrito. tri (त्रि)                                                                                              |
| truś                                                            | sed                        | sánscrito. tr̥ṣ (तृष्), cf. kāśmīrī. trēś                                                                           |
| truśul                                                          | cruz                       | sánscrito. triśūla (त्रिशूल) « tridente [arma de Shiva] »                                                           |
| than                                                            | lugar                      | sánscrito. sthāna (स्थान), cf. hindi. thān (थान)                                                                    |
| thar                                                            | muela                      | sánscrito. dāṁṣṭra (दंष्ट्र), prácrito. dāḍhā ; cf. sindhī. ḍ̠āṛha                                                   |
| thàvdel ǀ thabel (kålo de Gales)                                | correr, fluir              | sánscrito. dhāvati (धावति)                                                                                         |
| thilel (kålo de Gales)                                          | sostener                   | sánscrito. dhr̥ta (धृत) « sostenido »                                                                              |
| thovel                                                          | lavar                      | sánscrito. dhāvati (धावति), cf. lahndā. dhovaṇ                                                                     |
| thud                                                            | leche                      | sánscrito. dugdha (दुग्ध), cf. hindi. dūdh (दूध)                                                                    |
| thulo                                                           | gordo                      | sánscrito. sthūla (स्थूल), prácrito. thūla-                                                                        |
| thuv                                                            | humo                       | sánscrito. dhūma (धूम)                                                                                            |
| ućo                                                             | alto                       | sánscrito. ucca (उच्च)                                                                                            |
| umblavel                                                        | colgar                     | sánscrito. avalambayati (अवलम्बयति)                                                                                |
| urnǎl ǀ oriel (kålo de Gales)                                   | volar                      | sánscrito. uḍḍī- (उड्डी), cf. hindi. uṛnā (उड़ना)                                                                    |
| vast                                                            | mano                       | sánscrito. hasta (हस्त), cf. proto-romaní. *ov-ast « la mano »                                                    |
| venderi (norte)                                                 | intestino, tripa           | sánscrito. antra (अन्त्र), cf. hindi. antaṛī (अंतड़ी)                                                                 |
| vudar                                                           | puerta                     | sánscrito. dvāra (द्वार), prácrito. duvāra- (metat. < *duvar)                                                      |
| vuśt                                                            | labio                      | sánscrito. ōṣṭha (ओष्ठ), cf. proto-romaní. *ov-uśt « el labio »                                                   |
| ʒanel                                                           | saber                      | sánscrito. jānāti (जानाति), cf. tōrwālī. ǰan-                                                                       |
| ʒivel                                                           | vivir                      | sánscrito. jīvati (जीवति)                                                                                          |
| ʒov                                                             | avena                      | sánscrito. yava (यव) « cebada », cf. marāṭhī. jav (जव)                                                           |
| ʒukel                                                           | perro                      | sánscrito. jakuṭa (जकुट)                                                                                          |
| ʒuvli ǀ ʒuvel (kålo de Gales / sinto)                           | mujer                      | sánscrito. yuvatī (युवती) « mujer joven », cf. prácrito. juvaï                                                     |
| akana                                                           | ahora                      | persa. āknūn (اکنون)                                                                                             |
| ambrol                                                          | pera                       | persa. amrūd (امرود)                                                                                             |
| angrustik                                                       | anillo                     | persa. angoštar (انگشتر)                                                                                         |
| arman ǀ armaj                                                   | maldición                  | persa. ārmān (ارمان) « deseo »                                                                                   |
| asiav                                                           | molino                     | persa. āsyāb (اسیاب)                                                                                             |
| aśvar                                                           | brida                      | persa. āsfār (افسار)                                                                                             |
| avgin                                                           | miel                       | persa. angabīn (انگبین)                                                                                          |
| baxt                                                            | suerte                     | persa. baxt (بخت)                                                                                                |
| balul (caló español)                                            | bellota                    | kurdo. belût |
| berk ǀ brek                                                     | pecho                      | persa. bark (برکً)                                                                                                |
| bezex                                                           | pecado                     | persa. bazah (بزه)                                                                                               |
| bibi                                                            | tía                        | persa. bībī (بی بی) « dama »                                                                                     |
| buzni                                                           | cabra                      | persa. boz (بز)                                                                                                  |
| ćerxan ǀ ćerxaj                                                 | estrella                   | persa. čarx (چرخ) « cielo » + -ani                                                                               |
| derǎv                                                           | mar                        | persa. daryā (دریا)                                                                                              |
| desto                                                           | mango                      | persa. dastah (دسته)                                                                                             |
| diz                                                             | fortaleza                  | persa. diz (دز)                                                                                                  |
| dośel                                                           | ordeñar                    | persa. dūšīdan (دوشیدن)                                                                                          |
| dumo                                                            | espalda                    | persa. dom (دم) « rabo »                                                                                         |
| ester (caló español)                                            | acémila                    | persa. astar (استر) « mulo »                                                                                     |
| hajer (calão portugués) ǀ xajeris (caló español)                | higo                       | kurdo. hejîr |
| xanʒ                                                            | picazón                    | persa. xanš (خنش)                                                                                                |
| xer                                                             | burro                      | persa. xar (خر)                                                                                                  |
| xulaj                                                           | dueño                      | persa. xodā (خدا)                                                                                                |
| xurdo                                                           | pequeño, menudo            | persa. xord ()                                                                                                   |
| izdral                                                          | temblar                    | persa. larzīdan (لرزیدن)                                                                                         |
| kamel                                                           | querer                     | sánscrito. kāma « desear », persa. kāma, PIE *keh2.                                                              |
| katun (kålo de Gales)                                           | tela                       | persa. katān (کتان) ˂ árabe. quṭn (قطن)                                                                          |
| keź                                                             | seda cruda                 | persa. kaž (کژ)                                                                                                  |
| kirmo                                                           | gusano                     | persa. kirm (کرم)                                                                                                |
| kisi                                                            | bolsa                      | persa. kīse (کیسه)                                                                                               |
| kirvo                                                           | padrino, compadre          | kurdo. kirîv |
| korro                                                           | ciego                      | persa. kūr (کور)                                                                                                 |
| kući                                                            | taza                       | persa. kūze (کوزه) « jarra »                                                                                     |
| kuśtik                                                          | cinturón                   | persa. kostī (کستي)                                                                                              |
| kunʒ                                                            | esquina                    | persa. konǰ (کنج)                                                                                                |
| mol                                                             | vino                       | persa. mol (مل)                                                                                                  |
| mom                                                             | cera                       | persa. mūm (موم)                                                                                                 |
| parvarel                                                        | alimentar                  | persa. parvardan (پروردن)                                                                                        |
| patavo                                                          | media                      | persa. pātābe (پاتابه) « polaina »                                                                               |
| pendex                                                          | avellana                   | kurdo. bindeq |
| poxtan                                                          | paño, lienzo               | persa. poxte (پخته) « algodón » + -ano                                                                           |
| por                                                             | pluma                      | persa. par (پر)                                                                                                  |
| porizen                                                         | tamiz                      | persa. parvizan (پرویزن)                                                                                         |
| postín                                                          | piel                       | persa. pūstīn (پوستین)                                                                                           |
| pośom                                                           | lana                       | persa. pašm (پشم)                                                                                                |
| phol                                                            | moneda de oro              | persa. pūl (پول)                                                                                                 |
| phurt                                                           | puente                     | parto. purt |
| resel                                                           | llegar                     | persa. rasīdan (رسیدن)                                                                                           |
| ruv                                                             | lobo                       | persa. rūbāh (روباه) « zorro »                                                                                   |
| rril                                                            | pedo                       | persa. rīdan (ریدن) « defecar »                                                                                  |
| sini (kålo de Gales)                                            | bandeja                    | persa. sīnī (سینی)                                                                                               |
| sir                                                             | ajo                        | persa. sīr (سیر)                                                                                                 |
| rez                                                             | viña                       | kurdo. rrez |
| taxtaj                                                          | vaso                       | persa. tašt (طشت) « copa »                                                                                       |
| tang ǀ tango (kålo de Gales)                                    | estrecho                   | persa. tang (تنگ)                                                                                                |
| tover                                                           | hacha                      | persa. tabar (تبر)                                                                                               |
| veś                                                             | selva                      | persa. bīše (بیشه)                                                                                               |
| zen                                                             | montura                    | persa. zīn (زین)                                                                                                 |
| zor                                                             | fuerza                     | persa. zūr (زور)                                                                                                 |
| zumavel                                                         | probar                     | persa. azmūdan (ازمودن)                                                                                          |
| arćić                                                           | estaño                     | armenio. arč̣ič̣ (արճիճ)                                                                                           |
| asan                                                            | piedra de afilar           | armenio. hesan (հեսան)                                                                                           |
| baźin                                                           | parte, beneficio, ganancia | armenio. bažin (բաժին)                                                                                           |
| bokoli                                                          | pastel                     | armenio. bokeł (բոկեղ)                                                                                           |
| bov                                                             | horno                      | armenio. bov (բով)                                                                                               |
| burnik                                                          | puñado                     | armenio. bṙnak (բռնակ)                                                                                           |
| ćekat ǀ ćikat                                                   | frente                     | armenio. č̣akat (ճակատ)                                                                                           |
| ćovaxano                                                        | fantasma                   | armenio. č̣iwaġ (ճիւաղ) + -ano                                                                                    |
| dudum                                                           | calabaza                   | armenio. ddum (դդում)                                                                                            |
| dzet ǀ džet (sinto)                                             | aceite                     | armenio. dzet’ (ձէթ)                                                                                             |
| dzeveli                                                         | tortilla                   | armenio. dzvaçeġ (ձվածեղ) + -eli                                                                                 |
| gomeź                                                           | burdégano                  | armenio. gomeš (գոմէշ) « búfalo »                                                                                |
| grast ǀ graj (norte)                                            | caballo                    | armenio. grast (գրաստ) « caballo de carga »                                                                      |
| xenamik                                                         | consuegro                  | armenio. xənami (խնամի) « alguien emparentado por el matrimonio »                                                |
| xip                                                             | tapadera                   | armenio. xup’ (խուփ)                                                                                             |
| xor                                                             | hondo                      | armenio. xor (խոր)                                                                                               |
| xumer                                                           | masa                       | armenio. xmor (խմոր)                                                                                             |
| koćak                                                           | botón                      | armenio. koč̣ak (կոճակ)                                                                                           |
| komoni                                                          | alguien                    | kon + armenio. omən (ոմն) « alguien »                                                                            |
| kotor                                                           | pedazo                     | armenio. ktor (կտոր)                                                                                             |
| morthǐ                                                          | pellejo                    | armenio. mort'i (մորթի)                                                                                          |
| ogi                                                             | alma                       | armenio. hogi (հոգի)                                                                                             |
| patǐv                                                           | honra                      | armenio. pativ (պատիվ)                                                                                           |
| piśot                                                           | fuelle                     | armenio. p’k’vots’ (փքոց)                                                                                        |
| purśuk                                                          | miga                       | armenio. p’šur (փշուր) + suf. dim. -uk (-ուկ)                                                                    |
| rikono                                                          | cachorro                   | armenio. koriwn (կորիւն) « cachorro (de cualquier bestia salvaje) »                                              |
| thagar                                                          | rey                        | armenio. t’agawor (թագաւոր)                                                                                      |
| them                                                            | país                       | armenio. t’em (թեմ) « distrito, provincia »                                                                      |
| thumbuk                                                         | tambor                     | armenio. t’mbuk (թմբուկ)                                                                                         |
| ʒoro                                                            | mulo                       | armenio. ǰori (ջորի)                                                                                             |
| camcàle                                                         | pestañas                   | georgiano. c̣amc̣ami (წამწამი)                                                                                     |
| càmla ǀ simbli (erromintxela)                                   | castaña                    | georgiano. c̣abli (წაბლი)                                                                                         |
| khilǎv                                                          | ciruela                    | georgiano. k'liavi (ქლიავი)                                                                                      |
| khoni                                                           | grasa                      | georgiano. k'oni (ქონი)                                                                                          |
| arde ǀ orde                                                     | aquí                       | oseta. ardæm (ардæм)                                                                                             |
| avsin ǀ absin                                                   | acero                      | oseta. æfsæn (æфсæн) « hierro »                                                                                  |
| feder                                                           | mejor                      | oseta. fidar (фидар) « firme, duro, sólido »                                                                     |
| vordon ǀ verdo                                                  | carro                      | oseta. uærdon (уæрдон)                                                                                           |
| tirax                                                           | zapato                     | oseta. tsyryx”x” (цырыхъхъ) « bota »                                                                             |
| mangin                                                          | tesoro                     | mongol. möngön « plata, moneda » (мөнгөн) (cf. ocupación del norte de Irán en el siglo XIII por la Horda de Oro) |
| bagim (calão portugués) ǀ baxin (caló español)                  | atención, respeto          | turco. bakım |
| amòni                                                           | yunque                     | griego. amóni (αμόνι)                                                                                            |
| angali                                                          | abrazo                     | griego. ankaliá (αγκαλιά) « brazada »                                                                            |
| bùca (kålo de Gales)                                            | pelota                     | griego. býtsa (μπύτσα) « pelota de madera usada en los juegos »                                                  |
| bùka (dialectal)                                                | poco                       | griego. boúka (μπούκα) « bocado » < latín. bucca                                                                 |
| cèrha ǀ cèxra                                                   | tienda                     | griego. tsérga (τσέργα) « manta de lana »                                                                        |
| cepàni (sinto) ǀ čepaňi (eslovaco del oeste)                    | corona                     | griego. stefáni (στεφάνι)                                                                                        |
| čepī (kålo de Gales)                                            | punta                      | griego. tsípos (τσίπος)                                                                                          |
| cìpa                                                            | cuero                      | griego. tsípa (τσίπα)                                                                                            |
| ciros                                                           | tiempo                     | griego. kairós (καιρός)                                                                                          |
| còxa                                                            | falda                      | griego. tsóxa (τσόχα) « manta, bayeta »                                                                          |
| ćobàni                                                          | pastor                     | griego. tsopános (τσοπάνος)                                                                                      |
| dìngla                                                          | cincha                     | griego. nígla (νίγλα)                                                                                            |
| drom                                                            | camino                     | griego. drómos (δρόμος)                                                                                          |
| dromin (sinto) ǀ tromin (kålo de Gales)                         | moneda de oro              | griego. drachmí (δραχμή) « dracma »                                                                              |
| drosin ǀ dročin (kålo de Gales)                                 | rocío                      | griego. drosiá (δροσιά)                                                                                          |
| durika (kålo de Gales)                                          | doce                       | griego. dódeka (δώδεκα)                                                                                          |
| džaliben (kålo de Gales)                                        | desmayo                    | griego. zalízō (ζαλίζω) « aturdir, pasmar »                                                                      |
| enia                                                            | nueve                      | griego. ennéa (εννέα)                                                                                            |
| fasuj ǀ faćòja                                                  | alubia                     | griego. fasóli (φασόλι)                                                                                          |
| feleśnòdi (sinto)                                               | nubes, niebla              | griego. nefelódis (νεφελώδης) « nublado »                                                                        |
| feli ǀ felin                                                    | trampa de lazo, horca      | griego. thiliá (θηλειά) « lazo, nudo corredizo »                                                                 |
| filatǐn                                                         | castillo                   | griego. fylakí (φυλακή) « prisión »                                                                              |
| forlòco (sinto) ǀ folašo (kålo de Gales)                        | guante                     | griego. foresiá (φορεσιά) « vestimenta »                                                                         |
| fòros                                                           | ciudad, mercado            | griego. fóros (φόρος)                                                                                            |
| frìma (eslovaco del oeste / España)                             | poco                       | griego. thrýmma (θρύμμα) « pedazo »                                                                              |
| gambàna (sinto) ǀ kamàna (kaalo de Finlandia)                   | reloj                      | griego. kampána (καμπάνα) « campana »                                                                            |
| xamaćùri (kaalo de Finlandia)                                   | fresa silvestre            | griego. chamokéraso (χαμοκέρασο)                                                                                 |
| xåmavel (kålo de Gales) ǀ xamuvèla (kaalo de Finlandia)         | bostezar                   | griego. chasmouriémai (χασμουριέμαι)                                                                             |
| xarkom ǀ xarkum                                                 | cobre                      | griego. chálkōma (χάλκωμα) « objeto de cobre »                                                                   |
| xelidòni ( ćuxnìtko de Letonia) ǀ čeladoin (kaalo de Finlandia) | golondrina                 | griego. chelidóni (χελιδόνι)                                                                                     |
| xinel                                                           | defecar                    | griego. chýnō (χύνω) « verter, vaciar »                                                                          |
| xoli ǀ xolǐn                                                    | bilis, rabia               | griego. cholí (χολή)                                                                                             |
| kakaràśka                                                       | urraca                     | griego. karakáxa (καρακάξα)                                                                                      |
| kanzavùri                                                       | erizo                      | griego. skantzóchoiros (σκαντζόχοιρος)                                                                           |
| kakàvi                                                          | caldera                    | griego. kakávi (κακάβι)                                                                                          |
| kapa (kålo de Gales / sinto)                                    | manta                      | griego. káppa (κάππα) ˂ latín. cappa « capa, cubierta »                                                          |
| karavdǐ                                                         | cangrejo                   | griego. karavída (καραβίδα)                                                                                      |
| karfin                                                          | clavo                      | griego. karfí (καρφί)                                                                                            |
| kires ǀ kireś                                                   | cereza                     | griego. kerási (κεράσι)                                                                                          |
| kìtos                                                           | ballena                    | griego. kḗtos (κήτος) « cetáceo », en griego antiguo « monstruo marino »                                         |
| klidǐ                                                           | llave                      | griego. kleidí (κλειδί)                                                                                          |
| kòkalo                                                          | hueso                      | griego. kókkalo (κόκκαλο)                                                                                        |
| kòmbo                                                           | nudo                       | griego. kómpos (κόμπος)                                                                                          |
| komi (kålo de Gales)                                            | más                        | griego. akómi (ακόμη)                                                                                            |
| kòrako (norte)                                                  | cuervo                     | griego. kórakos (κόρακος)                                                                                        |
| kudùni (norte) ǀ gudunis (kaalo de Finlandia)                   | campanilla, cascabel       | griego. koudoúni (κουδούνι) « campana »                                                                          |
| kukudǐ                                                          | granizo                    | griego. kokkídio (κοκκίδιο) « gránulo »                                                                          |
| kukrùnǎ (sinto)                                                 | maíz                       | griego. koukounári (κουκουνάρι) « cono de pino »                                                                 |
| kurko                                                           | domingo                    | griego. kyriakós (κυριακός) « perteneciente al Señor »                                                           |
| liparel ǀ riparel                                               | recordar                   | griego. lýpi (λύπη) « añoranza »                                                                                 |
| luludǐ                                                          | flor                       | griego. louloúdi (λουλούδι)                                                                                      |
| lùtra ǀ lutrìa (kålo de Gales)                                  | trascocina                 | griego. loutrós (λουτρός) « cuarto de baños »                                                                    |
| màmi ǀ mamin                                                    | abuela                     | griego. mámmi (μάμμη) « partera »                                                                                |
| masxari ǀ maxari (ćuxnìtko de Letonia / ibero-romaní)           | la Virgen                  | griego. makários (μακάριος) « bendito, dichoso, favorecido de los dioses »                                       |
| mesali                                                          | mesa                       | griego. mensálion (μενσάλιον) « mantel »                                                                         |
| mitrin (sinto)                                                  | ovario                     | griego. mítra (μήτρα) « matriz »                                                                                 |
| moliv                                                           | plomo                      | griego. molývi (μολύβι)                                                                                          |
| musùkos ǀ musùgos (kålo de Gales)                               | rata, ratón                | griego. myḯskos (μυΐσκος) « ratoncillo »                                                                         |
| oxto                                                            | ocho                       | griego. októ (οκτώ)                                                                                              |
| pàxos                                                           | hielo                      | griego. págos (πάγος)                                                                                            |
| paxùno (sinto)                                                  | barbilla                   | griego. pigoúni (πηγούνι)                                                                                        |
| paianō (kålo de Gales)                                          | pavo real                  | griego. pagóni (παγώνι)                                                                                          |
| pale                                                            | de nuevo                   | griego. páli (πάλι)                                                                                              |
| papin                                                           | oca                        | griego. pápia (πάπια) « pato »                                                                                   |
| pàpus                                                           | abuelo                     | griego. pappoús (παππούς)                                                                                        |
| paramìći ǀ paramìća                                             | historia, cuento           | griego. paramýthi (παραμύθι)                                                                                     |
| paraśtovin                                                      | viernes                    | griego. paraskeví (παρασκευή)                                                                                    |
| pavuna (kålo de Gales) ǀ bavunis (kaalo de Finlandia)           | lapa, mejillón             | griego. pigoúni (πηγούνι) (doblete de paxùno según Sampson)                                                      |
| pètalo                                                          | herradura                  | griego. pétalo (πέταλο)                                                                                          |
| pezal (norte) ǀ peesal (kaalo de Finlandia)                     | a pie                      | griego. pezí (πεζή) + -al                                                                                        |
| pixtin                                                          | jalea                      | griego. piktí (πηκτή)                                                                                            |
| pilstèri (sinto)                                                | paloma                     | griego. peristéri (περιστέρι)                                                                                    |
| porik                                                           | uva pasa                   | griego. opōrikós (ὀπωρικός) « fruta »                                                                            |
| prandel ǀ prandinel                                             | casar                      | griego. pantreýō (παντρεύω)                                                                                      |
| rafin                                                           | espina dorsal              | griego. ráchi (ράχη)                                                                                             |
| rapàni ǀ repàni                                                 | nabo                       | griego. rapáni (ραπάνι) « rábano »                                                                               |
| ravnos (kålo de Gales)                                          | cielo                      | griego. ouranós (ουρανός)                                                                                        |
| rendundes (ibero-romaní)                                        | garbanzos                  | griego. revíthi (ρεβίθι), cf. griego antiguo. erévinthos (ἐρέβινθος)                                             |
| rìni ǀ rìna (kålo de Gales)                                     | sierra                     | griego. ríni (ρίνη) « lima »                                                                                     |
| roxerel (kålo de Gales)                                         | castrar                    | griego. órchis (όρχις) « testículo »                                                                             |
| rovli                                                           | bastón, vara               | griego. ravdí (ραβδί)                                                                                            |
| rrutuni ǀ rrutuj                                                | ventana de la nariz        | griego. routhoúni (ρουθούνι)                                                                                     |
| sanadi (kålo de Gales)                                          | tablón                     | griego. sanídi (σανίδι)                                                                                          |
| sapùni ǀ sapuj                                                  | jabón                      | griego. sapoúni (σαπούνι)                                                                                        |
| silavis ǀ silavo (kålo de Gales)                                | tenazas                    | griego. xylávion (ξυλάβιον) « pinza para carbón »                                                                |
| simadǐ                                                          | prenda, fianza             | griego. simádi (σημάδι) « marca, sello »                                                                         |
| skafidi                                                         | mesa                       | griego. skafídi (σκαφίδι) « artesa »                                                                             |
| skamin                                                          | silla                      | griego. skamní (σκαμνί) « taburete »                                                                             |
| smaùra (kålo de Gales)                                          | frambuesa                  | griego. sméouro (σμέουρο)                                                                                        |
| stadǐ                                                           | sombrero                   | griego. skiádi (σκιάδι) « sombrero de paja »                                                                     |
| šambona (kålo de Gales) ǀ džambona (sinto)                      | trompa                     | griego. tsampoúna (τσαμπούνα) « cornamusa »                                                                      |
| tajsa                                                           | mañana                     | griego. tachiá (ταχιά)                                                                                           |
| timin (norte)                                                   | precio                     | griego. timí (τιμή)                                                                                              |
| triànda                                                         | treinta                    | griego. triánta (τριάντα)                                                                                        |
| tromel (kålo de Gales)                                          | atreverse                  | griego. átroméō (άτρομέω) « no temblar, ser intrépido »                                                          |
| valgora (kålo de Gales)                                         | feria, mercado             | griego. agorá (αγορά)                                                                                            |
| valin (kålo de Gales / sinto)                                   | botella                    | griego. ýalí (ύαλί) « vidrio »                                                                                   |
| zervo                                                           | izquierdo                  | griego. zervós (ζερβός)                                                                                          |
| zilvasel (kålo de Gales) ǀ silvel (sinto)                       | despertar celos            | griego. zīlévō (ζηλεύω)                                                                                          |
| zumi                                                            | sopa                       | griego. zoumí (ζουμί)                                                                                            |
| bàto (ibero-romaní)                                             | padre                      | ruso. bátʹuška (ба́тюшка), ucranio. batʹko (батько)                                                               |
| berikobe (caló español)                                         | bigote                     | serbo-croata. brkovi                                                                                             |
| bòbo                                                            | haba                       | eslavo. bob (боб)                                                                                                |
| bogoni (kålo de Gales)                                          | viruela                    | serbo-croata. boginje (богиње)                                                                                   |
| bucharar (caló español) ǀ woosher (anglo-romaní)                | echar                      | serbo-croata. vući (вући) « arrastrar, tirar »                                                                   |
| bujno (kålo de Gales) ǀ bojno (sinto)                           | orgulloso, altivo          | polaco. bujny « exuberante, opulento »                                                                           |
| buklō (kålo de Gales)                                           | jarro                      | serbo-croata. bokal (бокал)                                                                                      |
| celo                                                            | entero                     | esloveno. cel |
| ćìno (caló español)                                             | alguacil                   | búlgaro. čin (чин) « rango, grado » < antiguo eslavo. činŭ (чинъ)                                                |
| dièlos (kaalo de Finlandia)                                     | parte                      | eslovaco. diel                                                                                                   |
| dìvio                                                           | salvaje                    | esloveno. divji                                                                                                  |
| dòsta                                                           | bastante                   | eslavo. dosta (доста)                                                                                            |
| dràgo                                                           | querido, estimado          | búlgaro. drag (драг)                                                                                             |
| dùxo                                                            | aliento, espíritu          | eslavo. dux (дух)                                                                                                |
| dvòro                                                           | corral                     | serbo-croata. dvor (двор)                                                                                        |
| dyūta (kålo de Gales)                                           | pito, flauta               | checo. dudy « gaita »                                                                                            |
| dželto (kaalo de Finlandia / sinto)                             | amarillo                   | eslovaco. žltý < proto-eslavo. *žьltъ                                                                            |
| gràmbos (kaalo de Finlandia)                                    | tumba                      | eslavo. grob (гроб)                                                                                              |
| grèxo (dialectal)                                               | pecado                     | ruso. grex (грех)                                                                                                |
| grōdī (kålo de Gales)                                           | médula                     | serbo-croata. grudi (груди) « pecho, corazón » < antiguo eslavo. grǫdь                                           |
| grùśa ǀ gurùśa                                                  | moneda                     | checo. groš |
| gùsto (kaalo de Finlandia) ǀ gośto (kålo de Gales)              | espeso                     | serbo-croata. gust (густ)                                                                                        |
| gužum ǀ kužum                                                   | estómago, molleja          | serbo-croata. gušom < caso instrumental de guša (гуша)                                                           |
| hàlla (kaalo de Finlandia)                                      | montaña                    | polaco. hala « pradera de montaña »                                                                              |
| xajèra (sinto / ibero-romaní) ǀ heyro (anglo-romaní)            | moneda                     | eslovaco. halier                                                                                                 |
| xolov ǀ xolev                                                   | pantalón, media            | ruso. xalyava (халява) « botas altas »                                                                           |
| izba (sinto) ǀ hisba (kaalo de Finlandia)                       | cuarto, casita             | polaco. izba |
| kaxni ǀ khani                                                   | gallina                    | checo. kachna « pato »                                                                                           |
| krlo                                                            | garganta                   | serbo-croata. grlo (грло)                                                                                        |
| kirćìma                                                         | posada, taberna            | eslavo. krčma (крчма), del proto-eslavo. *kъrčьma                                                                |
| kòmora                                                          | habitación                 | checo. komora |
| koňerel (kålo de Gales)                                         | defecar                    | esloveno. gnoj « estiércol »                                                                                     |
| korin (kålo de Gales)                                           | raíz                       | eslavo. koren (корен), del antiguo eslavo. *korenь.                                                              |
| korpica ǀ kurpica (ibero-romaní)                                | arroz                      | eslavo. krupica « sémola »                                                                                       |
| kòśnica                                                         | cesta                      | búlgaro. košnica (кошница)                                                                                       |
| kraľis (dialectal)                                              | rey                        | serbo-croata. kralj (краљ)                                                                                       |
| lasno (caló español)                                            | barato                     | eslovaco. lacný                                                                                                  |
| ločel (kålo de Gales)                                           | poner, parir               | serbo-croata. položiti (положити)                                                                                |
| lovìna                                                          | cerveza                    | eslavo. olovina (оловина)                                                                                        |
| màćka                                                           | gato                       | eslavo. mačka (мачка), del proto-eslavo. *mačьka                                                                 |
| màzos (kålo de Gales) ǀ mràzo (sinto)                           | escarcha                   | serbo-croata. mraz (мраз)                                                                                        |
| mižak ǀ mižax (norte)                                           | malo                       | serbo-croata. mrzak (мрзак) « detestable, aborrecible »                                                          |
| modro                                                           | azul                       | checo. modrý |
| molṓna (kålo de Gales)                                          | relámpago                  | ruso. mólnija (молния) < del antiguo eslavo. mlъnija                                                             |
| nèbo (dialectal)                                                | cielo                      | serbo-croata. nebo (небо)                                                                                        |
| palsos (kaalo de Finlandia)                                     | pulgar                     | búlgaro. palec (палец)                                                                                           |
| papìris ǀ papìro                                                | papel                      | serbo-croata. papir (папир)                                                                                      |
| pernica                                                         | edredón                    | macedonio. pernica (перница)                                                                                     |
| plesrel (sinto) ǀ peserel (kålo de Gales)                       | pagar, recompensar         | serbo-croata. platiti (платити)                                                                                  |
| plàśta (dialectal)                                              | capa                       | eslavo. plašt (плашт)                                                                                            |
| pokoňo (kålo de Gales) ǀ pokono (sinto)                         | tranquilo, quieto          | eslovaco. pokojný                                                                                                |
| pràxo                                                           | polvo, ceniza              | eslavo. prax (прах)                                                                                              |
| prosarel (dialectal)                                            | perdonar                   | serbo-croata. oprostiti (опростити)                                                                              |
| purum                                                           | cebolla                    | esloveno. pórom < caso instrumental de pór « puerro »                                                            |
| pùśka                                                           | escopeta                   | eslavo. puška (пушка)                                                                                            |
| ràca                                                            | pato                       | esloveno. ráca, cf. rumano. rață                                                                                 |
| ranī (kålo de Gales)                                            | temprano                   | eslovaco. raný < del antiguo eslavo. *ranъ                                                                       |
| sìla                                                            | fuerza, violencia          | eslavo. sila (сила)                                                                                              |
| semensa (kålo de Gales) ǀ simmensa (anglo-romaní)               | primo                      | ruso. semeistvo (семейство) « familia », del antiguo eslavo. *sěminь                                             |
| sìvo                                                            | gris                       | serbo-croata. siv (сив)                                                                                          |
| skorni (kålo de Gales) ǀ škorni (sinto)                         | bota                       | esloveno. esloveno. škórnji < caso nominativo plural de škorenj « bota »                                         |
| smentàna                                                        | crema                      | búlgaro. smetana (сметана)                                                                                       |
| stànǎ (dialectal)                                               | cuadra                     | eslovaco. stajňa                                                                                                 |
| stòngos (kaalo de Finlandia) ǀ stùgos (kålo de Gales)           | almiar                     | serbo-croata. stog (стог)                                                                                        |
| sulum                                                           | paja                       | ruso. soloma (солома)                                                                                            |
| svètos                                                          | mundo                      | eslavo. svet (свет)                                                                                              |
| śùba (kålo de Gales)                                            | vestido, toga              | checo. šuba « abrigo de piel »                                                                                   |
| trùpo                                                           | cuerpo                     | eslavo. trup (труп)                                                                                              |
| tùga (kålo de Gales) ǀ tunga (kaalo de Finlandia)               | pena, tristeza             | serbo-croata. tuga (туга)                                                                                        |
| ùlica                                                           | calle                      | eslavo. ulica (улица)                                                                                            |
| uzin (kålo de Gales) ǀ wizzen (anglo-romaní)                    | saúco                      | ruso. buzina (бузина), del proto-eslavo. *bъzъ                                                                   |
| verìga                                                          | cadena                     | búlgaro. veriga (верига)                                                                                         |
| vervèrica                                                       | ardilla                    | macedonio. ververica (верверица)                                                                                 |
| vìna (ibero-romaní)                                             | defecto, tara              | eslavo. vina (вина)                                                                                              |
| vòdros (dialectal)                                              | cama                       | búlgaro. odŭr (одър), del antiguo eslavo. odrŭ + -os                                                             |
| zèleno                                                          | verde                      | serbo-croata. zelen (зелен)                                                                                      |
| zèro (sinto)                                                    | estanque, lago             | ruso. ozero (озеро)                                                                                              |
| zil (kålo de Gales) ǀ džill (kaalo de Finlandia)                | vena, arteria, nervio      | serbo-croata. žila (жила) « tendón, nervio »                                                                     |
| zulum (kålo de Gales)                                           | ciruela                    | búlgaro. slivom (сливом) < caso instrumental de sliva (слива) « ciruela »                                        |
| źàmba                                                           | rana                       | eslavo. žaba (жаба)                                                                                              |
| bowro (anglo-romaní) ǀ bauri                                    | caracol                    | rumano. bourel « corniforme »                                                                                    |
| ćokàno                                                          | martillo                   | rumano. ciocan                                                                                                   |
| mančel (kålo de Gales)                                          | animarse                   | rumano. mângâia « consolar »                                                                                     |
| gruòpa (kaalo de Finlandia)                                     | tumba                      | rumano. groapă                                                                                                   |
| bòrzo                                                           | erizo                      | húngaro. borz « tejón »                                                                                          |
| ezèro ǀ izèro                                                   | mil                        | húngaro. ezer |
| kikno                                                           | azul                       | húngaro. kéknek < caso dativo singular de kék                                                                    |
| bèrga (norte)                                                   | montaña                    | alemán. Berg |
| xistàri (sinto) ǀ xastàri (caló español)                        | caja                       | alemán. Kiste, Kasten + suf. -àri                                                                                |
| xumìstos (caló español)                                         | albéitar                   | alemán. Hufschmied « herrador »                                                                                  |
| kitavel (sinto) ǀ xitovel (norte)                               | hacer cosquillas           | alemán. kitzeln + -av-                                                                                           |
| klustùri (sinto) ǀ kostùri (caló español)                       | convento                   | alemán. Kloster                                                                                                  |
| mùza (kålo de Gales / caló catalán)                             | gachas                     | alemán. Mus |
| niglo (sinto)                                                   | erizo                      | alemán. Igel |
| banàka (kaalo de Finlandia)                                     | tortilla(de harina)        | escocés. bannock                                                                                                 |
| ʒùrupos (kaalo de Finlandia)                                    | casa de campo              | nórdico antiguo. þorp « aldea, pueblo »                                                                          |

### Comparación léxica
Los numerales para diferentes variedades romaníes son:
| GLOSA | Romaní    | Romaní            | Romaní              | Romaní       | Romaní       | Romaní  | Romaní  | Romaní        | Romaní        | Domari         |
| GLOSA | Balcánico | Báltico (Polonia) | Carpático (Austria) | Romaní finés | Romaní sinti | Valaco  | Zargarí | Caló          | PROTO- ROMANÍ | Domari         |
| ----- | --------- | ----------------- | ------------------- | ------------ | ------------ | ------- | ------- | ------------- | ------------- | -------------- |
| '1'   | jekʰ      | jek               | ek                  | iek          | jek          | jek     | jek(ʰ)  | yake          | *yek          | yēka~ yōka     |
| '2'   | dui       | dui               | d̥uʲ                 | dui          | duj          | duj     | duj     | duj           | *dui          | (də)dī         |
| '3'   | tri       | trin              | trin                | triːn        | trin         | trin    | terin   | trin          | *trin         | trən           |
| '4'   | ʃtar      | ʃtar              | ʃtar                | staːr        | ʃtar         | ʃtar    | iʃtaːr  | Ostar         | *štar         | štār           |
| '5'   | pan(ʒ)    | panʒ              | pant͡ʃ               | paŋgx        | pant͡ʃ        |         | paːndʒ  | panche        | *panč         | panɡ̌           |
| '6'   | ʃov       | ʃov               | ʃof                 | xou          | ʃow          | ʃov     | ʃov     | jobe, zoy     | *šov          | (šēš)          |
| '7'   | (efta)    | (efta)            | (efta)              | (efta)       | (efta)       | (jefta) | (eftaː) | ester, (eftá) |               | (ḥawt)~ (ḥaft) |
| '8'   | (oxto)    | (oxto)            | (ofto)              | (oxta)       | (oxto)       | (oxto)  | (oxto)  | otor          |               | (ḥašt)         |
| '9'   | (eɲa)     | (jenˈa)           | (eɲa)               | (eɲa)        | (eɲa)        | (ɨnja)  | (enna)  | nebel, esnia  |               | (nu)~ nah      |
| '10'  | de(ʃ)     | deʃ               | d̥eʃ                 | dex          | deʃ          | deʃ     | deʃ     | deque, esden  | *deš          | (dazː)         |
Los términos romaníes entre paréntesis son préstamos léxicos procedentes del griego, para el domari los términos entre paréntesis son préstamos del kurdo.